# Височани (Бановце на Бебрави)
Височани (слч. Vysočany) насељено је мјесто са административним статусом сеоске општине (слч. obec) у округу Бановце на Бебрави, у Тренчинском крају, Словачка Република.

## Становништво
| Година:    | 1994. | 2004.    | 2014.   | 2024.   |
| ---------- | ----- | -------- | ------- | ------- |
| Број људи: | 155   | 129      | 120     | 118     |
| Разлика:   |       | -16,77 % | -6,97 % | -1,66 % |

| Година:    | 2023. | 2024.   |
| ---------- | ----- | ------- |
| Број људи: | 116   | 118     |
| Разлика:   |       | +1,72 % |

Према подацима о броју становника из 2011. године насеље је имало 125 становника.